# Constantin von Tuschinski

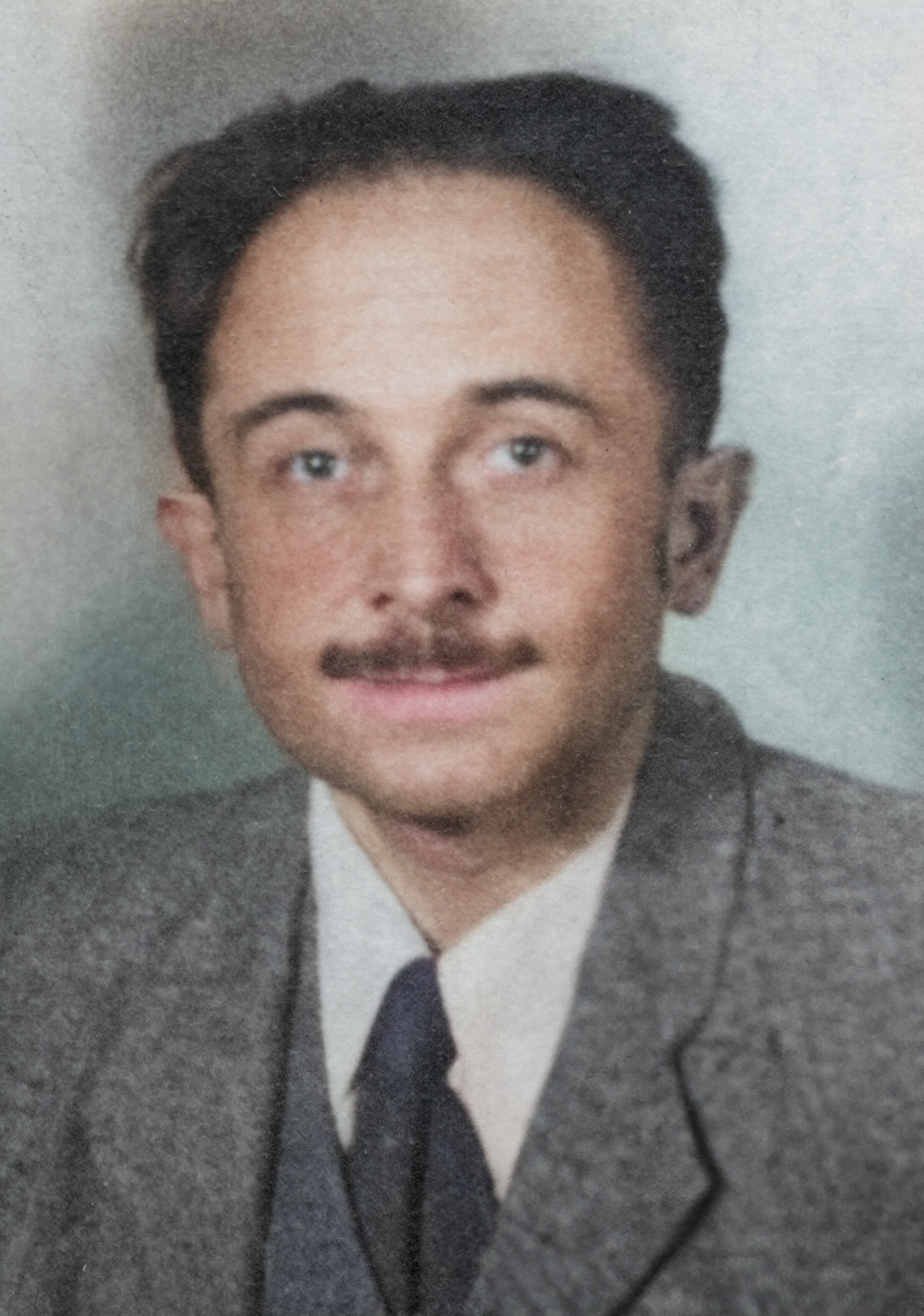
Constantin von Tuschinski, um 1948

Constantin Erast von Tuschinski (rumänisch Constantin D. Tușinschi), bis 1914 Tuschinski und später Ritter von Tuschinski, (* 6. November 1905 in Czernowitz; † 26. Oktober 1984 in Schäßburg) war ein rumänischer Staatsanwalt, Rechtsanwalt sowie Autor im damals rumänischen Czernowitz bzw. nach 1944 in Schäßburg. In den 1920er bis 1940er Jahren veröffentlichte er Bücher und Aufsätze zu internationalen politischen, juristischen und geschichtswissenschaftlichen Themen. Ab den späten 1960er Jahren veröffentlichte von Tuschinski deutschsprachige Einakter, die von Theaterensembles in Rumänien aufgeführt wurden.

## Leben

### 1905–1918: Österreich-Ungarn
Constantin von Tuschinski kam am 6. November 1905 als Sohn von Leontine und Demeter von Tuschinski im österreichisch-ungarischen Czernowitz in der Bukowina zur Welt. Seine Mutter Leontine, mit österreichisch-katholischen Wurzeln, engagierte sich in wohltätigen Vereinen. Sein Vater Demeter, Sohn eines orthodoxen Erzpriesters, war Staatsanwalt. Constantin wurde orthodox getauft, wuchs zweisprachig rumänisch/deutsch auf und beherrschte beide Sprachen fließend. Seine Familie entsprang väterlicherseits dem Bukowinaer Adel, hatte ursprünglich polnische Wurzeln und trug das Wappen Nałęcz. Constantin war das zweite Kind von Leontine und Demeter, jedoch war ihr erstes sehr jung gestorben, so dass er als Einzelkind aufwuchs. Im Sommer 1914 wurde der Adel der Familie von den Österreichisch-Ungarischen Behörden anerkannt, und sie hieß ab dann von Tuschinski, bzw. ab kurz vor Ende des Ersten Weltkriegs dann Ritter von Tuschinski. Als Schüler verfasste von Tuschinski Theaterstücke und Gedichte, die jedoch nicht überliefert sind, und besuchte das Theater.
Im Jahr 1910 und 1912 hielt sich Constantin im Sommer je mehrere Wochen mit seinen Eltern in Wien auf. Während des Ersten Weltkriegs wurde Czernowitz mehrfach russisch besetzt. Zwischen 1914 und 1918 wohnte er aus diesem Grund mit seiner Mutter durchgehend im Wiener neunten Bezirk in der Pension Austria (Höfergasse 5, Wohnung 9), während sein Vater sich je nach Einsatzort entweder bei ihnen oder in Czernowitz aufhielt. Von 1915 bis 1918 besuchte Constantin die ersten drei Klassen des Maximiliansgymnasiums in Wien. Im Sommer 1917 verbrachte die Familie in den Schulferien einen mehrwöchigen Urlaub in Karlsbad und hielt sich dort im Haus Landskron auf. Unmittelbar nach Ende des Schuljahres 1917/18 zogen Constantin und seine Mutter im Juli 1918 wieder nach Czernowitz, das nicht mehr durch eine Frontnähe bedroht war. Noch im hohen Alter erzählte Constantin von Tuschinski von den positiven Erinnerungen an seine Kindheit in Wien.

### 1919–1940: Zwischenkriegszeit
Constantin von Tuschinski erlebte mit 13 Jahren den Zusammenbruch der k.u.k. Monarchie in Czernowitz. Die Stadt wurde rumänisch und die Schreibweise seines Namens änderte sich offiziell durch die Rumänisierung von Konstantin Erast Ritter von Tuschinski hin zu Constantin Erast Tușinschi. Von Tuschinski und sein Umfeld verwendeten seinen österreichischen Adelstitel bis in die 1940er Jahre weiter, teils auf Deutsch, teils in rumänischer Übersetzung, und er meldete sich beispielsweise 1923 bei einem Besuch in Wien als „Constantin Ritter von Tuschinski“ im Melderegister der Stadt an. Von Tuschinskis Veröffentlichungen, insbesondere als Staatsbediensteter, erschienen ab den späten 1920er Jahren in Rumänien teils unter dem Namen Constantin D. Tușinschi, da im offiziellen rumänischen Sprachgebrauch keine Adelstitel vorgesehen waren. Die Mittelinitiale basierte, nach rumänischer Gepflogenheit, auf dem Vornamen seines Vaters. Zugleich wurde diese ausgesprochen wie die wörtlich ins Rumänische übersetzte Kurzform seines Titels: de Tușinschi.

Virginia und Constantin D. Tuşinschi in Venedig, 1939

Im Sommer 1919 wurde Constantin von Tuschinskis Vater Demeter Generalstaatsanwalt am neu gegründeten Oberlandesgericht Czernowitz. Ab den 1920er Jahren studierte Constantin Jura an der Universität Czernowitz. 1926 und 1929 hatte er jeweils Studienaufenthalte in Paris. Im Sommer 1926 erhielt er in Czernowitz den akademischen Titel des Lizenziaten der Rechte mit der Note Magna Cum Laude, und promovierte im Februar 1929 mit der Arbeit „Die Option im Völkerrecht“ (Optiunea in dreptul international public). Einen Monat darauf wurde Constantin von Tuschinski zum Hilfsrichter (supleant) am Czernowitzer Tribunal ernannt. Am 6. April 1929 heiratete er Virginia (* 1906), geborene Hoinic. Sie hatten sich auf einem Ball kennengelernt. Virginia hatte vor ihrer Hochzeit in Czernowitz Kunstgeschichte studiert und arbeitete in den 1930er Jahren als Sekretärin in der dortigen Mädchenschule Nr. 2. Das Paar wohnte bis 1940 im gleichen Czernowitzer Haus wie Constantins Eltern und bereiste ab den späten 1920er Jahren zahlreiche Orte in Europa, wie beispielsweise Wien, Venedig und San Marino. Teilweise verarbeitete Constantin Ideen und Eindrücke seiner Reisen in seinen Werken, beispielsweise in seiner Schrift zu San Marino. In Czernowitz war Virginia bei wohltätigen Anlässen aktiv, und Constantin trat bei Konzerten als Sänger auf. Mit dem Czernowitzer Sänger Carl Mechner blieb Constantin von Tuschinski bis ins hohe Alter befreundet.
Zwischen 1929 und 1940 veröffentlichte Constantin von Tuschinski in Czernowitz Bücher, Broschüren und Artikel zu Themen wie Internationale Beziehungen, Verfassungen bzw. Strukturen von Staaten sowie geschichtlichen Entwicklungen. Seine Veröffentlichungen wurden in Rumänien und international in zahlreichen Publikationen rezipiert, sowie von Rechtsgelehrten wie beispielsweise Hans Klinghoffer besprochen. Dazu wurde von Tuschinskis Studie Contribuțiuni la studiul mandatelor internaționale 1933 in die Bibliothek des Völkerbundes in Genf aufgenommen. In Czernowitz erschien ab 1932 die juristische Fachzeitschrift Pagini Juridice. Seit der ersten Ausgabe erschienen darin Artikel, die von Tuschinski verfasste, und ab 15. Juli 1933 wurde er als Sekretär der Redaktion gelistet.

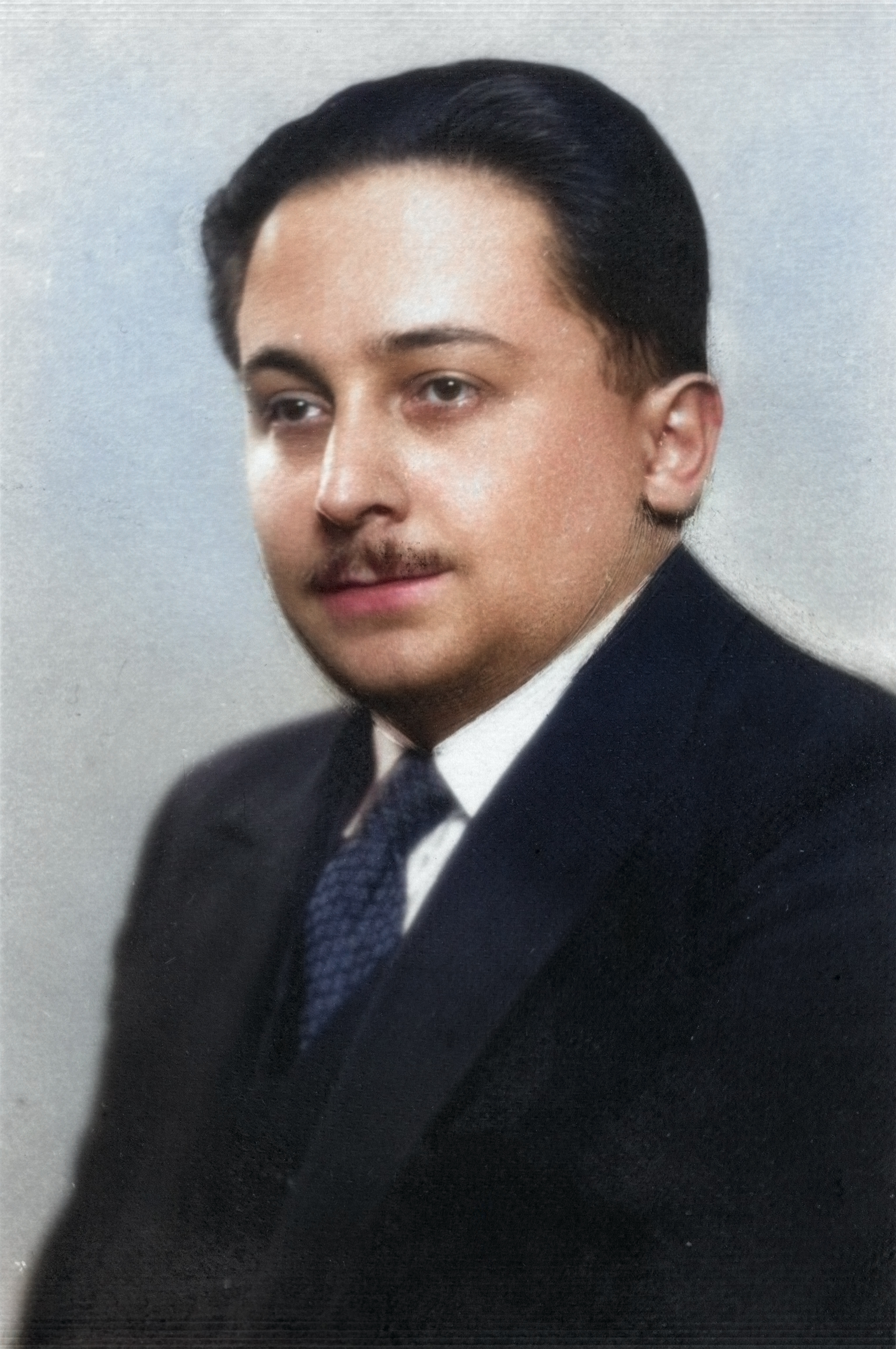
Staatsanwalt Constantin D. Tuşinschi, 1935

Im Dezember 1934 wurde Constantin von Tuschinski zum Staatsanwalt in Czernowitz ernannt und war zusätzlich noch als Anwalt tätig. Zunächst hatte er sein Büro im Haus der Familie in der Str. C. Negruzzi 1F. Ende 1935 bezog er seine Anwaltskanzlei in der Str. C. Brancoveanu 11 im 1. Stock. Beim juristisch-wissenschaftlichen Studienzirkel für öffentliches Recht (Cercul de Studil de Drept Public) in Czernowitz war von Tuschinski ab Mitte der 1930er als Zensor tätig. Ab 1936 wurde das Ehepaar von Tuschinski in der Presse bei gesellschaftlichen Anlässen zunehmend präsenter. Er trat als Staatsanwalt mit seinem Vater zudem bei Empfängen und Versammlungen auf, und Virginia war mit ihrer Schwiegermutter Leontine beispielsweise auf gesellschaftlichen und wohltätigen Veranstaltungen präsent. Ab Juli 1936 stieg von Tuschinski zum Redakteur bei der Zeitschrift Pagini Juridice auf. Im Januar 1937 wurde er dann zum Staatsanwalt 3. Klasse in Czernowitz befördert sowie im Februar 1938 zum Staatsanwalt 2. Klasse. Am 10. Mai 1938 wurde Constantin von Tuschinski der Orden der Krone von Rumänien im Rang "Ritter" (Cavaler) verliehen. Am 8. März 1939 erfolgte mit königlichem Dekret seine Beförderung zum Staatsadvokaten 1. Klasse im Range eines Tribunalpräsidenten. Mit Geltung zum 1. Januar 1940 wurde von Tuschinski kurz darauf zum Ersten Staatsanwalt befördert. Sein Rang wurde im Februar 1940 damit als „Staatsadvokat mit dem Range eines Primpräsidenten“ bezeichnet. Noch am Tag vor der sowjetischen Annexion der Nordbukowina erschien am 27. Juni 1940 in der Czernowitzer Deutschen Tagespost eine Rezension zu von Tuschinskis neuestem Buch zur Rechtsstellung der Slowakei.

### 1940–1944: Zweiter Weltkrieg
Bei der für die Bevölkerung unerwarteten sowjetischen Annexion der Nordbukowina Ende Juni 1940 flohen Virginia und Constantin von Tuschinski mit wenig Habseligkeiten ins Landesinnere von Rumänien. Bis etwa Mitte Juli 1940 hielten sie sich als Flüchtlinge in Bukarest in der Straße Aviator Andreescu Nr. 36 auf. Da Czernowitz nun nicht mehr im rumänischen Staatsgebiet lag, wurde zunächst am 7. Juli 1940 entschieden, von Tuschinski dem Gericht in Brașov zuzuteilen. Jedoch wurde unmittelbar darauf bestimmt, dass er stattdessen in Suceava seinen Dienst fortsetzen sollte, was deutlich näher an seinem vorherigen Heimatort Czernowitz lag. In jener Zeit, kurz nach der Flucht aus Czernowitz, verfasste von Tuschinski einen Artikel zu Vichy-Frankreich, der im Herbst 1940 erschien.
Nachdem Czernowitz 1941 wieder unter rumänische Verwaltung gekommen war, wurde von Tuschinski im Oktober 1941 erneut dem dortigen Gericht als Erster Staatsanwalt zugeteilt. Virginia und Constantin fanden bei ihrer Rückkehr 1941 ihr Czernowitzer Haus verwüstet vor.

### 1944–1960er Jahre: Flucht und Nachkriegszeit

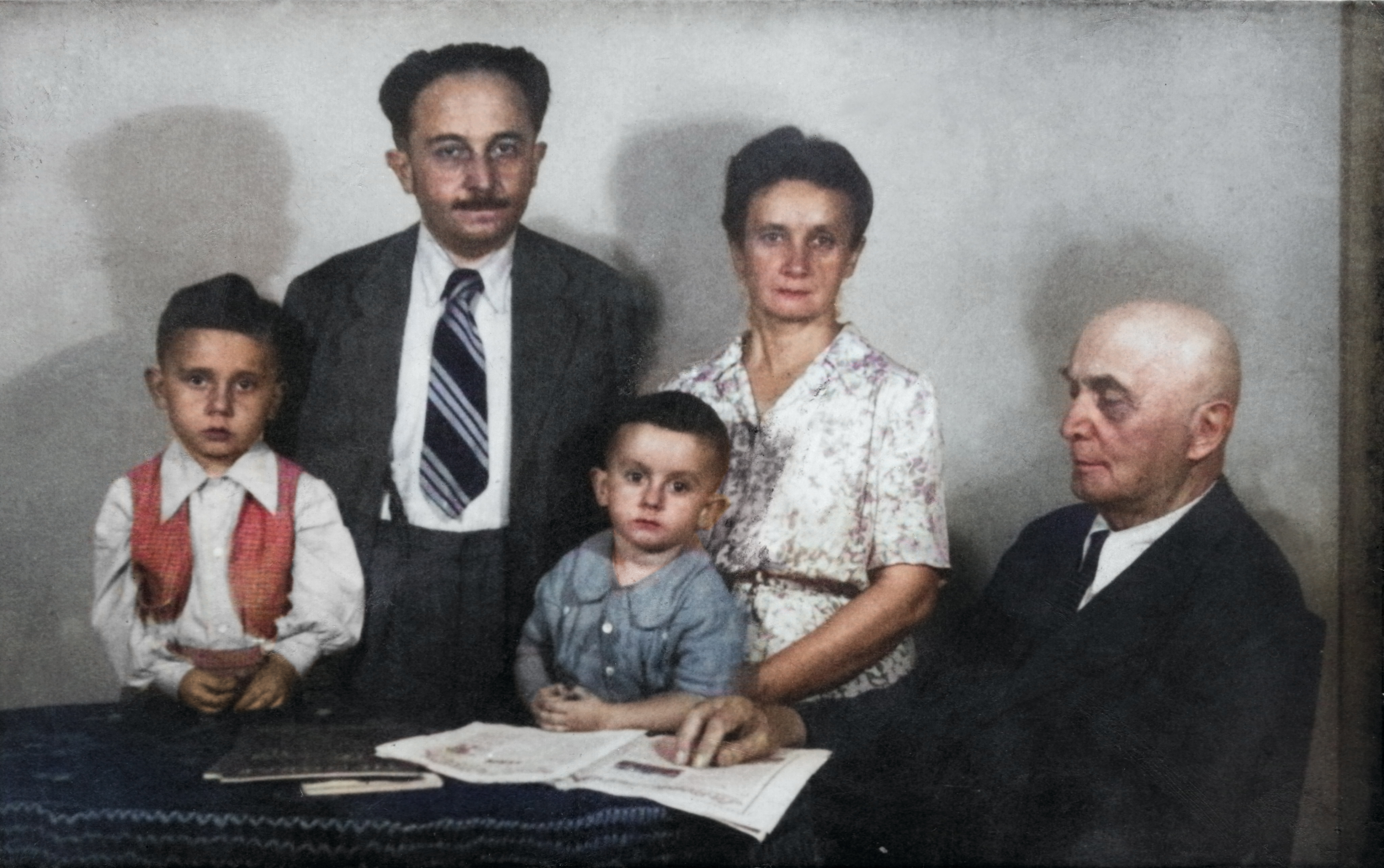
Virginia und Constantin Tușinschi mit ihren Söhnen Paul und Peter, sowie Constantins Vater Demeter, 1950.

Als sich die Front Anfang 1944 Czernowitz näherte, flohen Virginia und Constantin von Tuschinski mit zwei Koffern und ihrem kleinen Hund ins Landesinnere von Rumänien. Sie reisten mit dem letzten Zug ab, kurz bevor die Stadt von sowjetischen Truppen erreicht wurde. Als sie zu Beginn der Flucht ihr Czernowitzer Haus das letzte Mal verließen, brach Virginia ein Stück Putz von der Außenmauer ab und behielt dieses bis an ihr Lebensende als Andenken. Eine Suchanzeige vom August 1944 zeigt, dass es in jener Zeit durch die chaotischen Umstände für Freunde und Bekannte oft unklar war, wo er und sein Vater sich mit ihren Familien aufhielten. Die Suchanzeige ist auch das letzte bekannte öffentliche Dokument, in welchem von Tuschinskis Adelstitel erwähnt wird. Virginia und Constantin von Tuschinski ließen sich 1944/45 in Schäßburg im rumänischen Siebenbürgen nieder, wo es mit den Siebenbürger Sachsen eine große deutschsprachige Minderheit gab. Am 22. Juni 1945 wird Constantin von Tuschinski dann als Erster Staatsanwalt im dortigen Kreis Târnava Mare erwähnt. Mit Wirkung vom 10. August 1945 wurde er dann formell zum dortigen Ersten Staatsanwalt ernannt, mit Erwähnung, dass er davor in Czernowitz den Posten innegehabt hatte. Im August 1945 sowie im Jahr 1947 kamen in Schäßburg Paul und Peter, die beiden Söhne von Virginia und Constantin von Tuschinski, auf die Welt.
Ab den späten 1940er Jahren war Constantin von Tuschinski nicht mehr im Staatsdienst tätig, und er praktizierte fortan als Anwalt in Schäßburg. Die Familie lebte dort in schwierigen finanziellen Verhältnissen. Von Tuschinski stand der sozialistischen Regierung kritisch gegenüber, äußerte sich allerdings aufgrund der politischen Verhältnisse nur im privaten Kreis entsprechend. Als Anwalt bekam er Schwierigkeiten, da er bei einem Prozess einen Angeklagten regulär verteidigte, dem vorgeworfen wurde, in das Haus eines Parteifunktionärs eingebrochen zu sein, statt seine Aufgabe nur halbherzig zu erfüllen, wie inoffiziell von ihm erwartet wurde.
Seit den frühen 1950er Jahren bis mindestens 1957 engagierte sich von Tuschinski im Schäßburger Friedenskomitee. 1952 schlug er beispielsweise die Auschwitz-Überlebende Erna Böhm, Kinderärztin am dortigen Krankenhaus, für das Komitee vor. In seiner Rede zu jenem Anlass erwähnte er, dass Böhm „die Greuel des Krieges vielleicht am meisten von uns allen zu spüren bekommen hat.“ Zuletzt lebten Virginia und Constantin von Tuschinski in Schäßburg „auf der Burg“ im Erdgeschoss der Schulgasse 7.

### 1960er Jahre–1984: Kreatives Schreiben

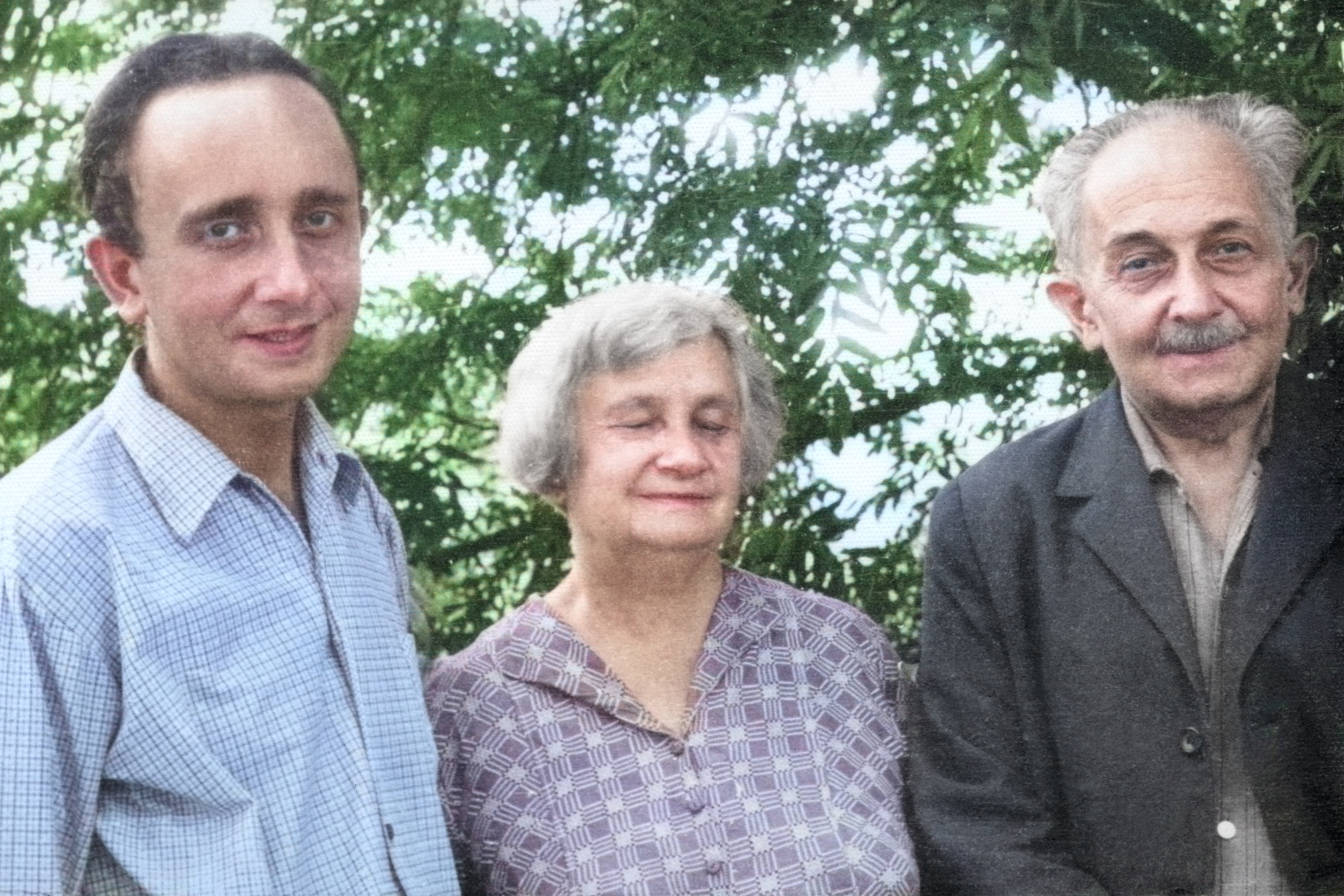
Virginia und Constantin Tușinschi mit ihrem Sohn Paul (links), 1974

Ende der 1960er Jahre ging von Tuschinski in Rente und begann erstmals seit seiner Kindheit, kurze Theaterstücke sowie kreative Texte zu verfassen. Er schrieb Einakter speziell zur Aufführung durch Laiengruppen in kleinen Orten, weshalb er ihre Handlung und Machart daran anpasste. Seine erste und zugleich einzige veröffentlichte Kurzgeschichte hieß Im Abteil. Sie erschien 1966 in der deutschsprachigen rumänischen Zeitschrift Neue Literatur. Zwei Jahre darauf erschien mit Eifersucht im April 1968 das erste Mal eins von Tuschinskis Theaterstücken im Druck. Es wurde in der Zeitschrift Volk und Kultur veröffentlicht, die auch in den Folgejahren seine Stücke publizierte.
Am 8. Juli 1969 wurden erstmals seine Theaterstücke aufgeführt: Eifersucht, Krach um Brigitte sowie Inspiration. Die Vorstellung der drei Stücke fand im ausverkauften Stadthaussaal in Schäßburg statt, es spielte die deutsche Theatergruppe des Kulturhauses, Regie führte Egon Machat. Neben Laiendarstellern wirkte auch, als Schülerin, Doris Bogdan an der Aufführung mit, die später Schauspiel studierte und in Rumänien Bekanntheit erlangte. Der Abend wurde in der Presse gelobt, und am 4. November des gleichen Jahres vor erneut ausverkauftem Saal wiederholt. Direkt darauf wurde Constantin von Tuschinski eingeladen, beim Schäßburger deutschsprachigen Literaturkreises Michael Albert „einige seiner Kurzgeschichten vorzulesen“. Leiter des Literaturkreises war Egon Machat. Parallel zu seiner kreativen Tätigkeit arbeitete von Tuschinski seit den 1970ern als Aushilfs- und Nachhilfelehrer.

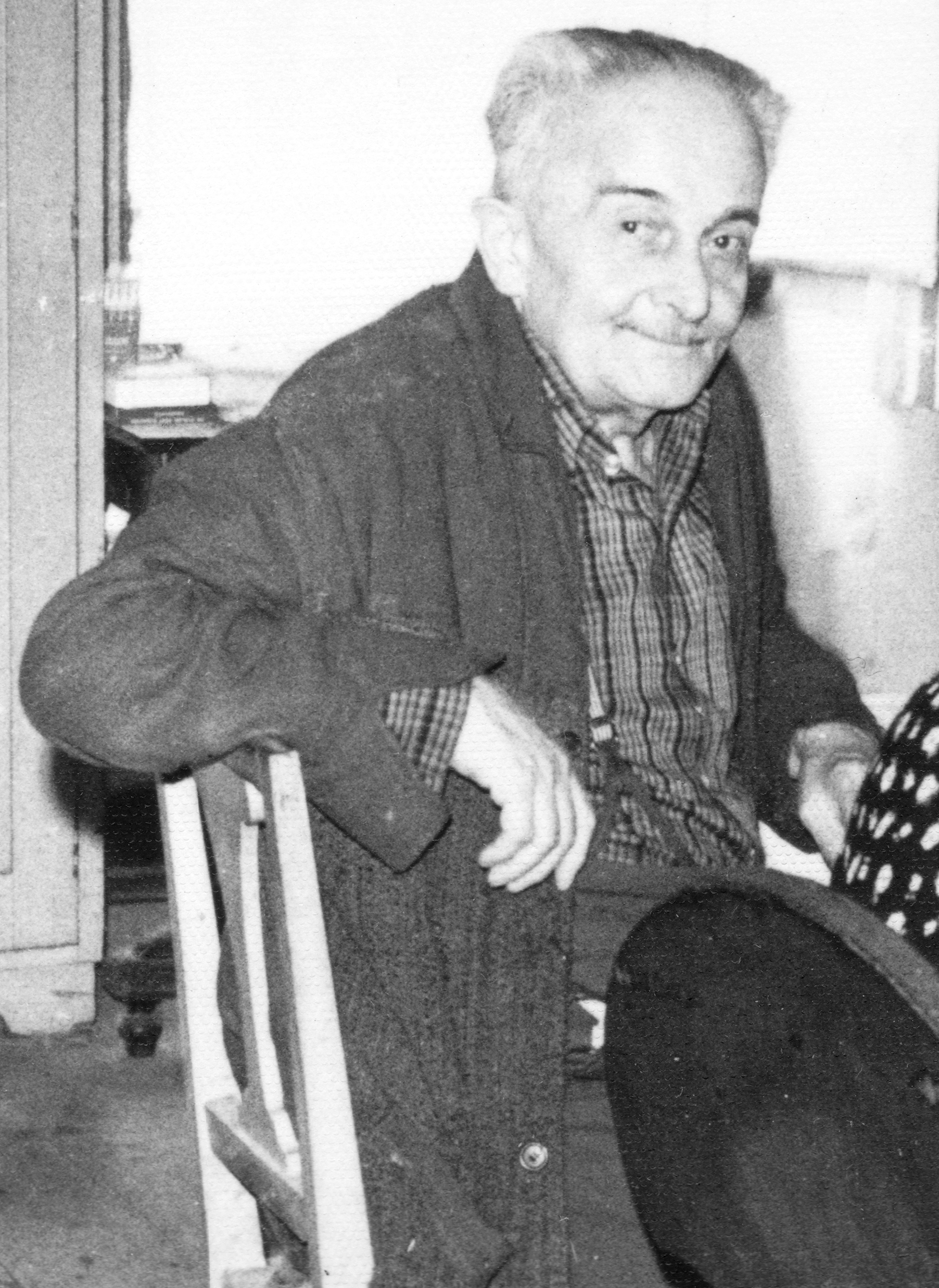
Constantin D. Tuşinschi in seinem Wohnzimmer in Schäßburg, 1976

Im November 1970 veranstaltete die Herrmannstädter Zeitung einen Wettbewerb für Theaterautoren. In dessen Rahmen zeichnete sie von Tuschinskis Stück Kitty und der Fehltritt aus. Im Bericht darüber bezeichnete die Zeitung Constantin von Tuschinski als „schon bekannten Autor“. Über den Gewinn berichtete auch die rumänischsprachige lokale Presse. In der Folge führten 1971/72 zahlreiche deutschsprachige Laientheatergruppen von Tuschinskis Theaterstücke auf. Von Tuschinski erzählte einige Jahre später, dass Berichte über die Aufführung seiner Stücke für ihn „stets ein Anlass zu großer Freude“ seien, und er lobte die Leistung sowie die Ideen von Darstellern und Regie bei der Umsetzung seiner Texte. Im Februar 1972 erschien von Tuschinskis Theaterstück Besuch um Mitternacht gemeinsam mit einem Text, in welchem er reflektierte, als Autor seine Stücke auf der Bühne aufgeführt zu sehen. Anschließend veröffentlichte er vier Jahre lang keine weiteren kreativen Texte, und setzte sich in der Zeit beispielsweise mit Die Welt als Labyrinth von Gustav René Hocke auseinander.

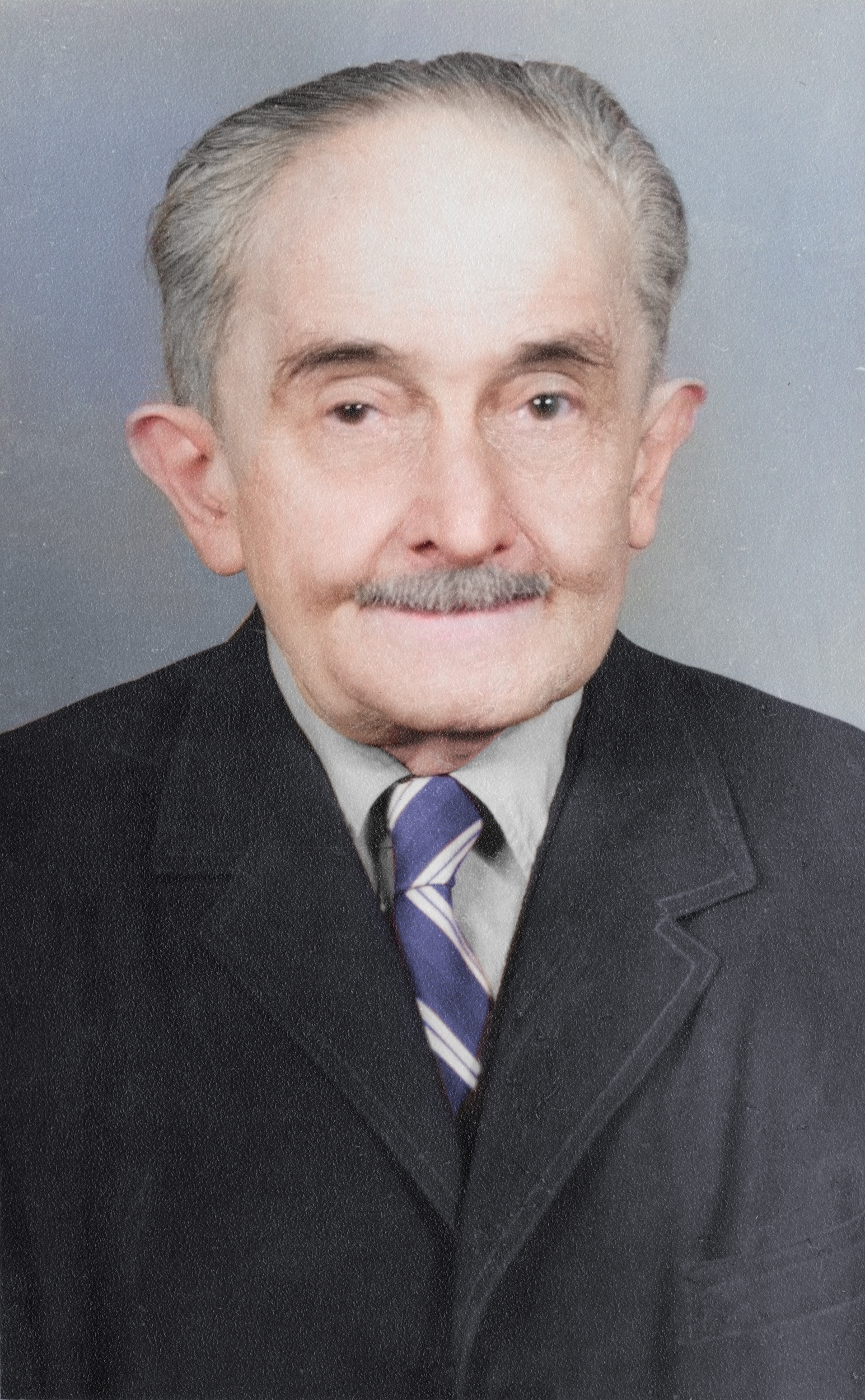
Constantin D. Tuşinschi, 1970er.

Im Juni 1976 erschien mit Nachbarn ein weiterer Einakter von Tuschinskis in der Zeitschrift "Volk und Kultur". Dieses sowie einige seiner älteren Stücken wurde in der Folge zwischen 1976 und 1979 von deutschsprachigen Theatergruppen aufgeführt. Das im Oktober 1977 erschienene Stück Erfinder wurde im Jahr darauf in die deutschsprachige Dramen-Anthologie 19 Theaterstücke aufgenommen. Die Anthologie wurde vom Bukarester "Rat für Kultur und sozialistische Erziehung" sowie dem "Forschungsinstitut für Mundart und Volkskunde" herausgegeben. Von Tuschinski war gegenüber dem politischen System und dessen Methoden im sozialistischen Rumänien kritisch eingestellt. Um die Veröffentlichung seiner Stücke zu erleichtern, baute er jedoch ab den späten 1970er Jahren Aspekte ein, die dem politischen Zeitgeist entsprachen, konzentrierte sich aber in den Handlungen auf zwischenmenschliche Interaktionen und Emotionen. Im Sommer 1979 besuchte Wolfgang Wittstock von Tuschinski in Schäßburg und verfasste ein ausführliches Porträt über ihn. Dieses erschien im September 1979 und beschreibt von Tuschinski und dessen Theaterstücke sehr positiv. Es endet mit dem Fazit, dass eine Sammlung von mehreren Texten des Autors wünschenswert wäre. Zudem erläutert Wittstock, wie von Tuschinski beim Besuch spontan seine drei Werke Erfinder, Einflußreiche Beziehungen sowie Das Geheimnis als Zyklus "Menschen unserer Zeit" benannte.

„Die Technik des Einakters beherrscht Tuschinski mit sicherer Hand. Die Behandlung wird bühnenwirksam konstruiert, die Besetzung ist nicht groß (fünf bis sieben Personen), auch die Ausstattung ist meist einfach und von Laienspielern leicht zu bewältigen, die Dialoge sind flüssig, die Figuren lebensnah gezeichnet. (...) Viele Theatergruppen aus Siebenbürgen und dem Banat haben schon zumindest ein Tuschinski-Stück gespielt.“

Wittstocks Bericht motivierte von Tuschinski laut eigenen Angaben, weitere Stücke zu schreiben. Im Jahr 1980 veröffentlichte "Volk und Kultur" drei Einakter von Tuschinskis, im Jahr darauf zwei. Die Zeitschrift druckte auf ihrem Umschlag jeweils die Titel der enthaltenen Beiträge. In den 1980er Jahren kam es vor, dass von Tuschinski dort als einziger Autor des jeweiligen Hefts zusammen mit den Titeln seiner Stücke auch namentlich genannt wurde. Im April 1981 verstarb Virginia von Tuschinski und wurde in Schäßburg beerdigt. Constantin von Tuschinskis Theaterstück Der Eid des Hippokrates erschien im April 1982. Im Juni 1983 stellte von Tuschinski noch ein weiteres, vermutlich letztes Theaterstück fertig, welches jedoch diesmal von der Zeitschrift „Volk und Kultur“  nicht abgedruckt wurde und verschollen ist. Constantin von Tuschinski verstarb am 26. Oktober 1984 in Schäßburg.

## Werk

### Sachbücher
Die meisten der genannten Bücher und Broschüren erschienen in Czernowitz. Wenn nicht anders angegeben, sind sie je auf Rumänisch.
- Opțiunea in dreptul internațional (1929, 80 Seiten, Doktorarbeit)[71]
- Plebescitul - Studiu de drept internațional (1929, 80 Seiten)[72]
- Contribuțiuni la studiul mandatelor internaționale (1932, 56 Seiten)
- Uniunea Europeană (1933, 40 Seiten)
- Puterea executivă și cea legislativă în noua Constituție austriacă dela 1 Mai 1934 (1934)
- Reforma constituțională din Germania (1935)
- L'Organisation des Corporations Professionnelles en Autriche (1936, 32 Seiten, Französisch)[73]
- Le Front Patriotique Autrichien (1937, 28 Seiten, Französisch)[74]
- Le Parti d'État. Italie-Allemagne-Autriche. Étude de droit public (1937, 80 Seiten, Französisch)[75]
- Republica San Marino (1938, 22 Seiten)[76]
- O fază importantă în reforma administrativă a Reich-ului german (1939)[77]
- Statutul internațional și constituțional al Republicei Slovace (1940, 30 Seiten)[78]
- Opera Constituțională a Mareșalului Pétain (1940, 24 Seiten)[79]

### Fachartikel
- Crearea unei forțe armate internațional (1932)[80]
- Războiul licit și cel ilicit (1932)[81]
- Problema codificării dreptului internațional public (1933)[82]
- Definițiunea agresorului în dreptul internațional public (1933)[83]
- Dreptul internațional public și dreptul național intern (1935)[84]
- A doua republică Ceho-Slovacă. Formarea unui Stat federal (1939)[85]
- Despre partidul unic (1939)[86]
- Noul Cod Civil Italian (1939)[87]
- Avocatura statului în Italia (1939)[88]
- Noua Constituţiune a Regatului Albaniei (1939)[89]
- Noul Cod Civil Italian - Cartea II (1940)[90]
- Repunerea în termen în dreptul muncitoresc (discuții) (1962)[91]

### Theaterstücke
Sämtliche Theaterstücke sind deutschsprachig und erschienen, wenn nicht anders angegeben, erstmals in der Zeitschrift „Volk und Kultur“.
- Eifersucht (April 1968)[92]
- Krach um Brigitte (unveröffentlicht, uraufgeführt 8. Juli 1969)[93]
- Inspiration (Mai 1970)[94]
- Kitty und der Fehltritt (unveröffentlicht, ausgezeichnet bei Wettbewerb der Hermannstädter Zeitung im November 1970)[95]
- Besuch um Mitternacht (Februar 1972)[96]
- Nachbarn (Juni 1976)[97]
- Erfinder (Oktober 1977)[98]
- Einflussreiche Beziehungen (Dezember 1978)[99]
- Ein Geheimnis (Juli 1979)[100]
- Dilemma (Februar 1980)[101]
- Rote Rosen (Juni 1980)[102]
- Zusammenführung (September 1980)[103]
- Da stimmt etwas nicht (Juli 1981)[104]
- Ein Lebenskünstler oder Alpha 3 (Oktober 1981)[105]
- Der Eid des Hippokrates (April 1982)[106]

### Aufsätze und Kurzgeschichten
Sämtliche Texte sind deutschsprachig.
- Im Abteil (Kurzgeschichte, Mai 1966)[107]
- Die szenische Geburt meiner Helden (Februar 1972)[108]